# Monostaechas fisheri
Monostaechas fisheri är en nässeldjursart som beskrevs av Nutting 1905. Monostaechas fisheri ingår i släktet Monostaechas och familjen Halopterididae. Inga underarter finns listade i Catalogue of Life.